# Canton de Bourges-2
Le canton de Bourges-2 est une circonscription électorale française située dans le département du Cher et la région Centre-Val de Loire.
À la suite du redécoupage cantonal de 2014, les limites territoriales du canton sont remaniées.

## Histoire
Le canton de Bourges-II a été créé par le décret du 2 août 1973 à la suite du démantèlement de l'ancien canton de Bourges.
Un nouveau découpage territorial du Cher entre en vigueur en mars 2015, défini par le décret du 21 février 2014, en application des lois du 17 mai 2013 (loi organique 2013-402 et loi 2013-403). Les conseillers départementaux sont, à compter de ces élections, élus au scrutin majoritaire binominal mixte. Les électeurs de chaque canton élisent au Conseil départemental, nouvelle appellation du Conseil général, deux membres de sexe différent, qui se présentent en binôme de candidats. Les conseillers départementaux sont élus pour 6 ans au scrutin binominal majoritaire à deux tours, l'accès au second tour nécessitant 12,5 % des inscrits au 1er tour. En outre la totalité des conseillers départementaux est renouvelée. Ce nouveau mode de scrutin nécessite un redécoupage des cantons dont le nombre est divisé par deux avec arrondi à l'unité impaire supérieure si ce nombre n'est pas entier impair, assorti de conditions de seuils minimaux. Dans le Cher, le nombre de cantons passe ainsi de 35 à 19. La composition du canton de Bourges-2 est remaniée.

## Représentation

### Représentation avant 2015
| Période | Période             | Identité              | Étiquette    | Qualité |
| ------- | ------------------- | --------------------- | ------------ | --- |
| 1973    | 1982                | Pierre Lebrun         | UDR puis DVD | Médecin à Bourges Ancien conseiller général du Canton de Bourges (1970-1973)                                                                                               |
| 1982    | 1988                | Jean-Claude Péan      | RPR          | Chirurgien maxillo-facial Conseiller municipal de Bourges |
| 1988    | 1994                | Joël Chavannaz        | PS puis GE   | Technicien armement - cadre administratif - commerçant |
| 1994    | 1995 (démission)    | Serge Lepeltier       | RPR          | Cadre d'entreprise Député (1993-1997) - Sénateur (1998-2004) Maire de Bourges (1995-2004 et depuis 2005) Président de la Communauté d'Agglomération de Bourges (2002-2008) |
| 1995    | 1996 (invalidation) | Franck Thomas-Richard | DL           | Cardiologue Député (1993-1997) |
| 1996    | 2001                | Jacques Fleury        | RPR          | Chef d'entreprise Conseiller municipal de Bourges Elu en 2015 dans le Canton de Bourges-4                                                                                  |
| 2001    | 2015                | Franck Thomas-Richard | UMP          | Député (1993-1997) |

### Représentation après 2015
| Période élective | Période élective | Mandat     | Mandat           | Identité         | Nuance | Nuance | Qualité |
| ---------------- | ---------------- | ---------- | ---------------- | ---------------- | ------ | ------ | --- |
| 2015             | 2021             | 2015       | 2021             | Irène Félix      |        | DVG    | Conseillère municipale de Bourges (depuis 1989) Présidente de la communauté d'agglomération Bourges Plus (depuis 2020) Ancienne conseillère générale du canton de Bourges-4 (1998-2015) |
| 2015             | 2021             | 2015       | 2021             | Renaud Mettre    |        | PS     | Président d'association Adjoint au maire de Bourges (depuis 2020) |
| 2021             | 2028             | 2021       | 2023 (démission) | Irène Félix      |        | DVG    | Conseillère municipale de Bourges (depuis 1989) Présidente de la communauté d'agglomération Bourges Plus (depuis 2020)                                                                  |
| 2021             | 2028             | avril 2023 | en cours         | Céline Madrolles |        | DVG    | Adjointe au maire de Bourges |
| 2021             | 2028             | 2021       | en cours         | Renaud Mettre    |        | PS     | Adjoint au maire de Bourges |

### Résultats détaillés

#### Élections de mars 2015
À l'issue du 1er tour des élections départementales de 2015, deux binômes sont en ballottage : Irène Felix et Renaud Mettre (PS, 31,43 %) et Marcelle Mercier et Éric Meseguer (Union de la Droite, 26,37 %). Le taux de participation est de 40,91 % (4 262 votants sur 10 418 inscrits) contre 51 % au niveau départementalet 50,17 % au niveau national.
Au second tour, Irène Felix et Renaud Mettre (PS) sont élus avec 55,22 % des suffrages exprimés et un taux de participation de 40,17 % (2 022 voix pour 4 185 votants et 10 418 inscrits).
Irène Félix a quitté le parti socialiste.

#### Élections de juin 2021
Le premier tour des élections départementales de 2021 est marqué par un très faible taux de participation (33,26 % au niveau national). Dans le canton de Bourges-2, ce taux de participation est de 23,64 % (2 305 votants sur 9 751 inscrits) contre 32,99 % au niveau départemental. À l'issue de ce premier tour, deux binômes sont en ballottage : Irène Félix et Renaud Mettre (DVG, 56,63 %) et Jean-Jacques Gobin et Alix Penloup (Union au centre et à droite, 24,2 %).
Le second tour des élections est marqué une nouvelle fois par une abstention massive équivalente au premier tour. Les taux de participation sont de 34,3 % au niveau national, 34,03 % dans le département et 25,4 % dans le canton de Bourges-2. Irène Félix et Renaud Mettre (DVG) sont élus avec 65,91 % des suffrages exprimés (1 452 voix pour 2 477 votants et 9 752 inscrits),,. 

## Composition

### Composition de 1973 à 2015
Le canton de Bourges-II se composait de la portion de territoire de la ville de Bourges déterminée par l'axe des voies ci-après : route nationale n° 151 depuis son entrée à l'Est dans la commune de Bourges, chaussée de Chappe, rivière l'Yévrette jusqu'à la hauteur de la rue Robespierre, rue Charlet, de la rue Robespierre à la place Philippe-Devoucoux, boulevard Clemenceau, rue Edouard-Vaillant dans sa partie comprise entre la place Saint-Bonnet et la place Gordaine, rue Mirebeau, rue Cambournac, rue du Commerce, rue Moyenne, rue Jean-Baffier, avenue de Dun-sur-Auron, route nationale n° 153 jusqu'à sa sortie au Sud-Est de la commune de Bourges et les limites des communes de Soye-en-Septaine, Osmoy et Saint-Germain-du-Puy (jusqu'à la route nationale n° 151).

### Composition à partir de 2015
| Nom                             | Code Insee | Intercommunalité | Superficie (km2) | Population (dernière pop. légale)                | Densité (hab./km2) | Modifier                                    |
| ------------------------------- | ---------- | ---------------- | ---------------- | ------------------------------------------------ | ------------------ | ------------------------------------------- |
| Bourges (bureau centralisateur) | 18033      | CA Bourges Plus  | 68,74            | Fraction : 15 488 (2022) Commune : 64 238 (2022) | 935                | modifier les données · modifier les données |
| Canton de Bourges-2             | 1804       |                  |                  | 15 488 (2022)                                    |                    | modifier les données                        |

Le nouveau canton de Bourges-2 comprend la partie de la commune de Bourges située à l'ouest et au nord d'une ligne définie par l'axe des voies et limites suivantes : depuis la limite territoriale de la commune de Saint-Doulchard, boulevard de l'Avenir, rue Jean-Jacques-Rousseau, boulevard d'Auron, place de Juranville, boulevard de Juranville, boulevard Gambetta, carrefour de Verdun, boulevard de la République, boulevard Georges-Clemenceau, boulevard du Général-Chanzy, cours de la Voiselle, cours d'eau du cours de la Voiselle au cours de l'Yèvre, cours de l'Yèvre, chemin des Quatre-Pelles, passerelle, avenue du Général-Charles-de-Gaulle, jusqu'à la limite territoriale de la commune de Fussy. 

## Démographie

### Démographie avant 2015
| 1975 | 1982 | 1990   | 1999   | 2006   | 2011   | 2012   |
| ---- | ---- | ------ | ------ | ------ | ------ | ------ |
| -    | -    | 11 463 | 11 227 | 11 534 | 12 255 | 12 158 |

### Démographie depuis 2015
En 2022, le canton comptait 15 488 habitants, en évolution de −1,34 % par rapport à 2016 (Cher : −2,48 %, France hors Mayotte : +2,11 %).
| 2013   | 2018   | 2022   |
| ------ | ------ | ------ |
| 15 747 | 15 213 | 15 488 |